# 武田宗智
武田 宗智（たけだ そうち）は、戦国時代の僧侶。甲斐国武田氏の一族。

## 生涯
甲斐国守護・武田信虎の八男で、信玄の異母弟、松尾信是の同母弟になる。宗智の名は系図類のみに見え、詳しい経歴はよくわかっていない。「武田源氏一統系図」では母を松尾氏娘とし、同系図や大聖寺「甲斐源氏系図」では恵林寺に入寺し、喝食のまま死去したとしている。